# Shannon Walker
Shannon Baker Walker (Houston, 4 juni 1965) is een Amerikaans ruimtevaarder. In 2010 verbleef ze 163 dagen aan boord van het Internationaal ruimtestation ISS.
In 2004 werd Walker geselecteerd door NASA als astronaut, als onderdeel van NASA Astronautengroep 19. Walkers eerste en vooralsnog enige ruimtevlucht was Sojoez TMA-19 en vond plaats op 15 juni 2010. Deze vlucht bracht de bemanningsleden naar het ISS. Ze maakte deel uit van de bemanning van ISS Expeditie 24 en 25. 
In maart 2020 werd Walker door NASA geselecteerd als vierde bemanningslid van SpaceX eerste reguliere Commercial Crew-vlucht USCV-1 en een verblijf van zes maanden in het ISS. Die selectie was mogelijk doordat Roskosmos besloot de voor hen geserveerde Crew Dragon-stoel niet te gebruiken. De vlucht werd op 17 november 2020 gelanceerd. Walker is getrouwd met astronaut Andy Thomas.

## Vernoeming
In februari 2022 hernoemde SpaceX Dragon-ondersteuningschip Go Navigator tot Shannon.